# Johannes Mikkel
Johannes Mikkel (* 26. Oktober 1907 in der Landgemeinde Mäksa, Kirchspiel Võnnu, Livland; † 19. Januar 2006) war ein estnischer Kunstsammler und Mäzen.

## Leben und Sammlung
Johannes Mikkel studierte von 1926 bis 1940 an der Universität Tartu Philosophie, Literaturwissenschaft und Kunstgeschichte. Bereits während seiner Schulzeit sammelte er Kunstgegenstände, vor allem alte Bücher, Drucke und Gemälde. Fallende Kunstpreise durch die Notverkäufe von russischen und deutschbaltischen Adligen nach dem Ersten Weltkrieg und der Oktoberrevolution in Russland begünstigten den Aufbau von Kunstsammlungen im Estland der damaligen Zeit. Bei den Verwüstungen durch den Zweiten Weltkrieg wurde 1941 seine erste Sammlung ein Raub der Flammen. 1944 siedelte Mikkel von Tartu nach Tallinn um.
Nach dem Ende des Krieges arbeitete Mikkel von 1946 bis 1978 in Tallinn als Leiter verschiedener Handelsgeschäfte und Antiquariate in der estnischen Hauptstadt. Gleichzeitig baute er eine neue, bedeutende Kunstsammlung auf. Reisen und Kontakte führten ihn in alle Teile der Sowjetunion, auch in den Kaukasus und nach Zentralasien. Mikkels Sammlung konzentrierte sich vor allem auf Porzellane und Fayencen des 16. bis 20. Jahrhunderts aus Europa, Russland und China, auf Gravuren Westeuropas (Lucas Cranach der Ältere, Rembrandt van Rijn, Peter Paul Rubens, Jacques Callot), Gemälde des 16. bis 18. Jahrhunderts (Jean François de Troy, Melchior de Hondecoeter) und estnische Malerei (Ants Laikmaa, Konrad Mägi, Eduard Viiralt).
1994 schenkte Mikkel seine wertvolle Privatsammlung ausländischer Kunst dem Estnischen Kunstmuseum (estnisch Eesti Kunstimuuseum). Sie umfasst über 600 Kunstgegenstände. Im Juni 1997 wurde im Tallinner Stadtteil Kadriorg das Mikkel-Museum eröffnet, das seine Sammlung zeigt.